# Material físsil

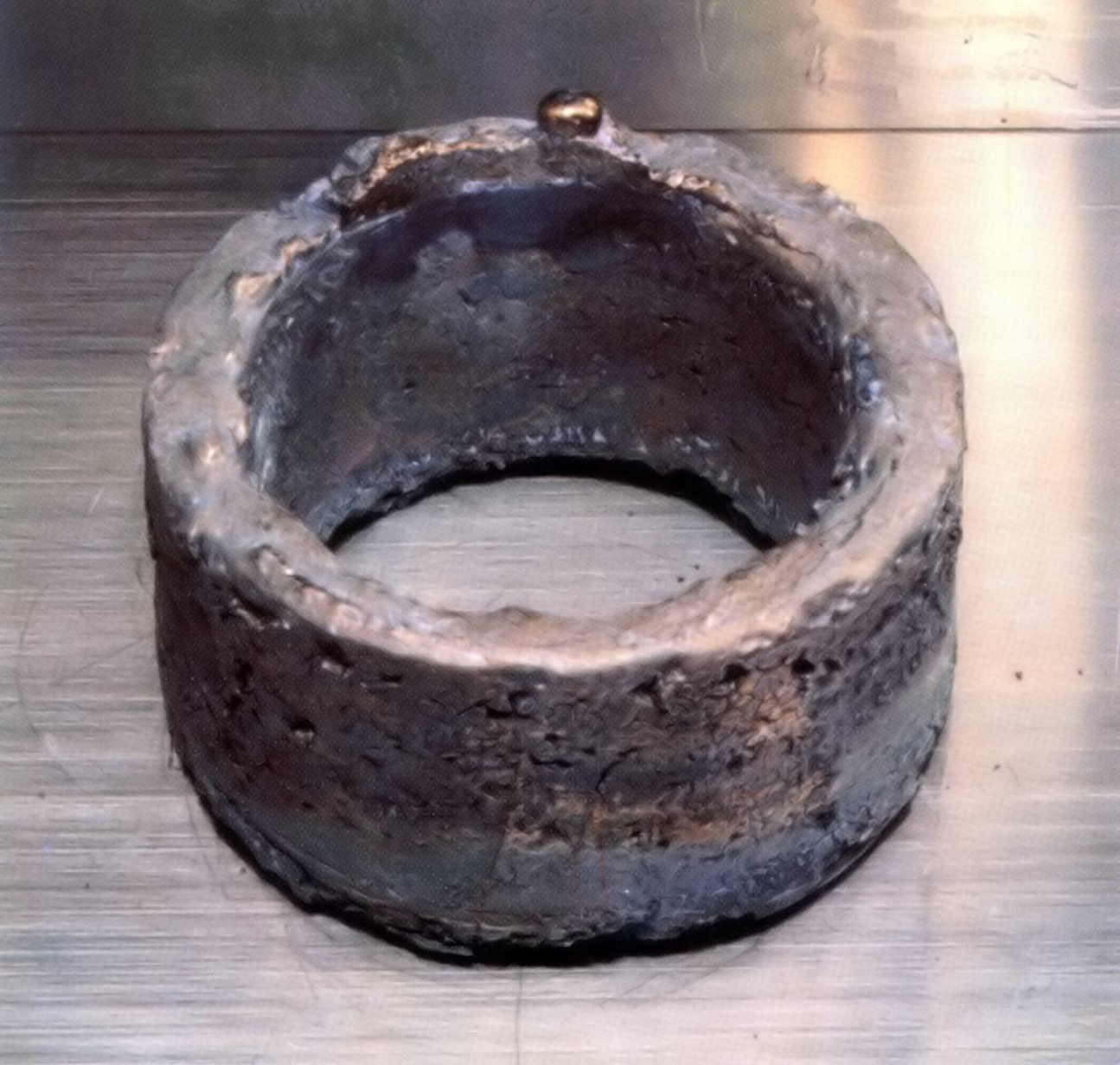
Um anel de plutônio enriquecido passível de ser usado como explosivo nuclear.

Em engenharia nuclear, um material físsil é aquele que é capaz de sustentar uma reacção em cadeia de fissão nuclear.
Todos os materiais físseis são igualmente capazes de sustentar uma reacção em cadeia na qual tanto nêutrons lentos (térmicos) como rápidos (veja o artigo Temperatura do nêutron) predominam. Ou seja, todos eles podem ser usados como combustível:
- Um reator térmico, com um moderador de nêutrons.
- Um reator rápido, sem moderador.
- Um explosivo nuclear.

"Físsil" é distinto de "fissionável". "Fissionáveis" são todos os materiais cujos átomos podem sofrer fissão nuclear. "Físsil" é uma característica de todo o material que é fissionável por nêutrons lentos. "Físsil" é, assim, mais restritivo que "fissionável" - embora todos os materiais físseis sejam fissionáveis, nem todos os materiais fissionáveis são físseis. Alguns especialistas restringem ainda mais o termo, defendendo que fissionável deverá significar apenas materiais não-físseis.
Por exemplo, o urânio-238 é fissionável mas não físsil. A fissão rápida de urânio-238 no terceiro estágio das armas de tipo fissão-fusão-fissão contribui enormemente para a potência e nível de dispersão de cinza nuclear. A fissão rápida de urânio-238 contribui também significativamente para a potência gerada por Reatores de alimentação rápida. No entanto, o urânio-238 per se não atinge criticidade, pelo que estas aplicações dependem ambas da presença de material físsil para sustentar a reacção em cadeia.
Os três mais importantes materiais físseis são:
- Urânio-233.
- Urânio-235.
- Plutónio-239.

Todos estes elementos têm sido usados com sucesso como combustível de fissão. O plutónio-241 e o neptúnio-237 são também físseis mas não têm sido usados como combustível nuclear. Vários outros isótopos transurânicos são reconhecidamente físseis, tendo todos eles números atómicos pares e números de massa ímpares. Tais isótopos incluem:
- neptúnio-237
- cúrio-244
- amerício-241

Para ser viável a utilização de um material como combustível de reacções de fissão nuclear em cadeia, aquele deverá:
- Estar na região da curva da energia de ligação onde a reacção de fissão em cadeia é possível (i.e., acima do rádio).
- Ter uma alta probabilidade de fissão na captura de nutrões.
- Libertar, em média, dois ou mais neutrões por cada fissão.
- Ter uma meia-vida razoavelmente longa.
- Estar disponível em quantidades adequadas.

Os materiais físseis podem ser categorizados de outras formas :
- Físseis Classe I: sem controle
- Físseis Classe II: limitação na quantidade de material enviado
- Fissile Class III: preparações especiais de envio são necessárias